# Prelatura territoriale di El Salto
La prelatura territoriale di El Salto (in latino Praelatura Territorialis Saltensis in Mexico) è una sede della Chiesa cattolica in Messico suffraganea dell'arcidiocesi di Durango. Nel 2023 contava 371.000 battezzati su 435.500 abitanti. La sede è vacante.

## Territorio
La prelatura territoriale comprende l'estrema parte occidentale dello stato messicano di Durango. Appartengono alla prelatura i comuni di Pueblo Nuevo, Tamazula de Victoria, Topia, Canelas, Otáez e San Dimas, nonché la parrocchia di San Andrés de la Sierra nel comune di Santiago Papasquiaro.
Sede prelatizia è la città di El Salto, nel comune di Pueblo Nuevo, dove si trova la cattedrale di Nostra Signora di Guadalupe.
Il territorio si estende su una superficie di 36.000 km² ed è suddiviso in 15 parrocchie.

## Storia
La prelatura territoriale è stata eretta il 10 giugno 1968 con la bolla Non habentibus di papa Paolo VI, ricavandone il territorio dall'arcidiocesi di Durango e dalla diocesi di Mazatlán.

## Cronotassi dei vescovi
Si omettono i periodi di sede vacante non superiori ai 2 anni o non storicamente accertati.
- Francisco Medina Ramírez, O.C.D. † (7 dicembre 1973 - 13 ottobre 1988 deceduto)
- Manuel Mireles Vaquera † (13 ottobre 1988 succeduto - 28 settembre 2005 ritirato)
- Ruy Rendón Leal (28 settembre 2005 - 16 luglio 2011 nominato vescovo di Matamoros)
- Juan María Huerta Muro, O.F.M. (2 febbraio 2012 - 11 febbraio 2025 nominato vescovo di Xochimilco)

## Statistiche
La prelatura territoriale nel 2023 su una popolazione di 435.500 persone contava 371.000 battezzati, corrispondenti all'85,2% del totale.
| anno | popolazione | popolazione | popolazione | presbiteri | presbiteri | presbiteri | presbiteri                | diaconi | religiosi | religiosi | parrocchie |
| anno | battezzati  | totale      | %           | numero     | secolari   | regolari   | battezzati per presbitero | diaconi | uomini    | donne     | parrocchie |
| ---- | ----------- | ----------- | ----------- | ---------- | ---------- | ---------- | ------------------------- | ------- | --------- | --------- | ---------- |
| 1970 | 95.760      | 95.760      | 100,0       | 9          | 2          | 7          | 10.640                    |         | 10        | 11        | 12         |
| 1976 | 110.200     | 116.000     | 95,0        | 9          | 4          | 5          | 12.244                    |         | 7         | 19        | 11         |
| 1980 | 122.800     | 126.600     | 97,0        | 12         | 4          | 8          | 10.233                    |         | 11        | 17        | 12         |
| 1990 | 188.000     | 192.000     | 97,9        | 10         | 10         |            | 18.800                    |         |           | 20        | 13         |
| 1999 | 295.000     | 338.000     | 87,3        | 15         | 15         |            | 19.666                    | 1       |           | 22        | 14         |
| 2000 | 295.000     | 338.000     | 87,3        | 15         | 15         |            | 19.666                    | 2       |           | 22        | 14         |
| 2001 | 295.000     | 339.000     | 87,0        | 17         | 17         |            | 17.352                    |         |           | 22        | 13         |
| 2002 | 296.000     | 341.000     | 86,8        | 18         | 18         |            | 16.444                    |         |           | 22        | 13         |
| 2003 | 304.000     | 358.000     | 84,9        | 22         | 22         |            | 13.818                    | 1       | 3         | 15        | 15         |
| 2004 | 314.000     | 370.000     | 84,9        | 22         | 22         |            | 14.272                    | 1       | 3         | 14        | 15         |
| 2013 | 337.000     | 396.000     | 85,1        | 27         | 27         |            | 12.481                    |         | 2         | 19        | 15         |
| 2016 | 347.715     | 408.262     | 85,2        | 27         | 27         |            | 12.878                    |         | 2         | 16        | 15         |
| 2019 | 358.000     | 420.200     | 85,2        | 29         | 29         |            | 12.344                    |         | 2         | 16        | 15         |
| 2021 | 364.650     | 428.260     | 85,1        | 27         | 27         |            | 13.505                    |         | 2         | 11        | 15         |
| 2023 | 371.000     | 435.500     | 85,2        | 27         | 27         |            | 13.740                    |         | 2         | 16        | 15         |